# Romana (cantora)
Carla Alexandra Pereira de Sousa, de seu nome artístico Romana (Lisboa, 23 de Julho de 1981), é uma cantora portuguesa.

## Biografia
Carla Sousa nasce no início da década de 80, aos olhos de Lisboa, a cidade das sete colinas beijada pelo Tejo.
Desde muito cedo com o sonho de ser cantora, sobe pela primeira vez ao palco aos oito anos de idade.
Inspirada pela sua tia Ágata, inicia-se no mundo do espetáculo com atuações em vários pontos da capital, sob o nome de Carla Alexandra, seguindo-se as primeiras participações como backvocal da tia, que lhe deu, posteriormente, o nome artístico "Romana".
Em 1996, Romana é convidada a participar na gravação do tema "Mãe Querida", juntamente com vários artistas da editora discográfica Espacial. Este viria a tornar-se num dos maiores êxitos da música portuguesa da década de 90. No mesmo ano, participa na coletânea "Sonhos de Amor", em dois duetos, e ainda com o seu primeiro single "Entre Duas Paixões", que se traduziu, então, no primeiro grande sucesso da sua carreira. 
Ainda em 1996, com apenas catorze anos, lança o seu primeiro álbum, "Bebé - Diferença de Idade", do qual faz parte integrante o tema "Já Não Sou Bebé", um dos mais marcantes da sua carreira. 
Ainda no decorrer do ano 1996, Romana interpreta o genérico da série "Sai da Minha Vida", da SIC. 
Seguiu-se, em 1997, a gravação do icónico "De Mulher Para Mulher", com Ágata. Nesse mesmo ano, é ainda editado o álbum "Não És Homem P'ra Mim". 
Em 1999, Romana brinda o seu já fiel público com "Ex-mulher (Ex-amor)", tema que dá nome ao álbum. 
No decorrer do ano 2001, é lançado o álbum "Voz Por Voz". Romana faz também uma participação, enquanto cantora, no filme Ganhar a Vida, de João Canijo, que contou, no seu elenco de luxo, com Rita Blanco, Adriano Luz, entre outros. Participa ainda num sketch humorístico do Bora Lá Marina, na TVI, com Marina Mota, Natalina José e Rita Salema.
A coletânea "O Melhor de Romana", editada em 2002, inclui os inéditos "Nossa Senhora do Amor" e "Se Tu Me Deixasses".
Em setembro desse ano, participa no reality show da TVI Big Brother Famosos 1.
Em 2003, foi a vencedora do programa Academia de Famosos, emitido pela TVI.
No ano 2004, regressa a estúdio e grava o álbum "Uma Lembrança Tua", que contou, uma vez mais, com a inspiração do compositor Ricardo Landum.
Em 2005, entra no reality show da TVI 1.ª Companhia.
No ano 2006, o álbum "Esqueci-me de Mim" vem reforçar a discografia da cantora com mais um lote de sucessos, alcançando o seu auge com a superior interpretação de "Ave Maria", de Franz Schubert, adaptada para português por Ramón Galarza, na qual dá, mais uma vez, provas das suas faculdades vocais quase ilimitadas.
Para além de se apresentar em Portugal continental e ilhas, Romana é presença assídua além-fronteiras, de onde se destacam diversas tours no México, Canadá, Austrália, Inglaterra, Holanda, Bélgica, Alemanha, França, Luxemburgo e Suíça, entre outros.
Em 2007, Romana decide fazer uma viagem à Índia, sozinha, de mochila às costas, viagem essa na qual sentiu despertar, entre outras valências, a sua veia da composição. No mesmo ano, é editado o álbum "Inéditos + Êxitos" e o tema "Porque é Natal, porque é Natal", um dueto de Romana com o seu irmão, Sérgio Rossi, integra a coletânea "Canções de Natal".
Em janeiro de 2008, a cantora assume-se pela primeira vez como autora e grava o álbum intitulado "Alma", produzido por Rodrigo Serrão e Fernando Nunes, e editado pela AMAR/Farol Música. Desse álbum, destacam-se os temas "Abre-se uma janela" e "Não quero mais ilusão", que deram cor à banda sonora da novela Feitiço de Amor, transmitida pela TVI. Romana participou ainda no programa humorístico Caia Quem Caia (CQC), também da TVI.
Em 2009, é concorrente do Festival RTP da Canção, interpretando o tema "Acordem Olhos Doirados", do qual é também compositora, juntamente com Rodrigo Serrão. No mesmo ano, participa ainda no filme Duas Mulheres, dirigido por João Mário Grilo, com um elenco de luxo, do qual se destacam os ícones Nicolau Breyner, Virgílio Castelo, João Perry, entre outros. Romana participa no programa Dá-me Música, transmitido pela RTP 1, com apresentação de Catarina Furtado. No mesmo ano, é convidada para uma gala do programa Uma Canção Para Ti, da TVI. Ainda em 2009, Romana aventura-se na gravação de um álbum infantil, "As Histórias de An'Amor - Estrela Polar", sendo a principal intérprete de todos os temas e participando na composição de dois deles.
Corria o ano 2010, quando Romana, José Alberto Reis, Mónica Sintra e Pedro Camilo se juntaram para dar voz e alma ao projeto "Coração Português", lançando o disco homónimo em tom de homenagem a grandes nomes da música portuguesa, com versões alternativas de temas bastante conhecidos do público. No mesmo ano, Romana foi convidada a participar no programa Agora É Que Conta, da TVI.
Romana volta, em 2011, a realizar mais uma viagem sozinha à Índia, desenvolvendo a sua espiritualidade e inspirando-se para tudo o que se seguiria de especial na sua já longa carreira, que pedia mais e mais.
Através da editora Vidisco, Romana lança, em 2011, o seu álbum "Fonte de Vida", que conta com a inconfundível produção de Ménito Ramos.
Em janeiro de 2012, aceita participar no programa A Tua Cara Não Me é Estranha (1.ª edição), da TVI, ficando em 1.º lugar nas galas em que interpretou Amália Rodrigues, Teresa Salgueiro (Madredeus), Adele e Whitney Houston. Por fim, Romana alcançou o 2.º lugar na final, ao apresentar a magistral "Ave Maria", de Sarah Brightman.
Ainda em 2012, a cantora dá voz a dois novos singles: "Insónia" e "Onde Estarás", ambos da autoria do compositor Paulo Martins, seguindo uma linha pop/rock, já presente em "Redeemed", co-produzida por Steve Lyon e Peter Rafelson, antigo colaborador de Madonna, para quem escreveu "Open Your Heart".
Em 2013, de regresso à editora Espacial, reencontra o compositor e amigo Ricardo Landum e é editada mais uma obra discográfica, denominada “Diz-me”. Também em 2013, faz parte da coleção editada pelo Correio da Manhã "Vozes do Coração", com a coletânea n.º 09, composta por um pequeno livro com a sua biografia, fotografias inéditas e um CD com 14 êxitos.
Após o reconhecimento alcançado com o programa A Tua Cara não Me é Estranha (1.ª edição), no qual impressionou o país com a dimensão do seu talento e versatilidade, a artista decide virar a página da sua carreira, mergulhando noutros registos e dando provas de uma maturidade definitivamente alcançada. 
Em 2015, pelas mãos de Rodrigo Serrão, a quem coube a responsabilidade da direção desse novo trabalho, lança o álbum "Primeiro", há muito desejado. O nome escolhido pretende marcar a fase de mudança e de novas experiências. Esta obra contou com a colaboração, ao piano, de Maria Ana Bobone, em "Foi Deus", de Amália Rodrigues. Surgem diversas versões renovadas, entre elas, "Formiga no Carreiro", de José Afonso. Romana foi ainda co-autora de "Eu Sou Poeta", o original que assume uma forte presença nesta imponente obra discográfica. De referir que esta nova proposta musical abriu portas à artista para o auditório da TSF, bem como da Renascença e da Rádio Amália, realizando, nestas últimas duas, mini-concertos transmitidos em direto. Assim, podemos dizer que, neste álbum, Romana se revela uma artista que se desenvencilha do acessório e se foca no essencial: o cuidado absoluto com a qualidade musical. 

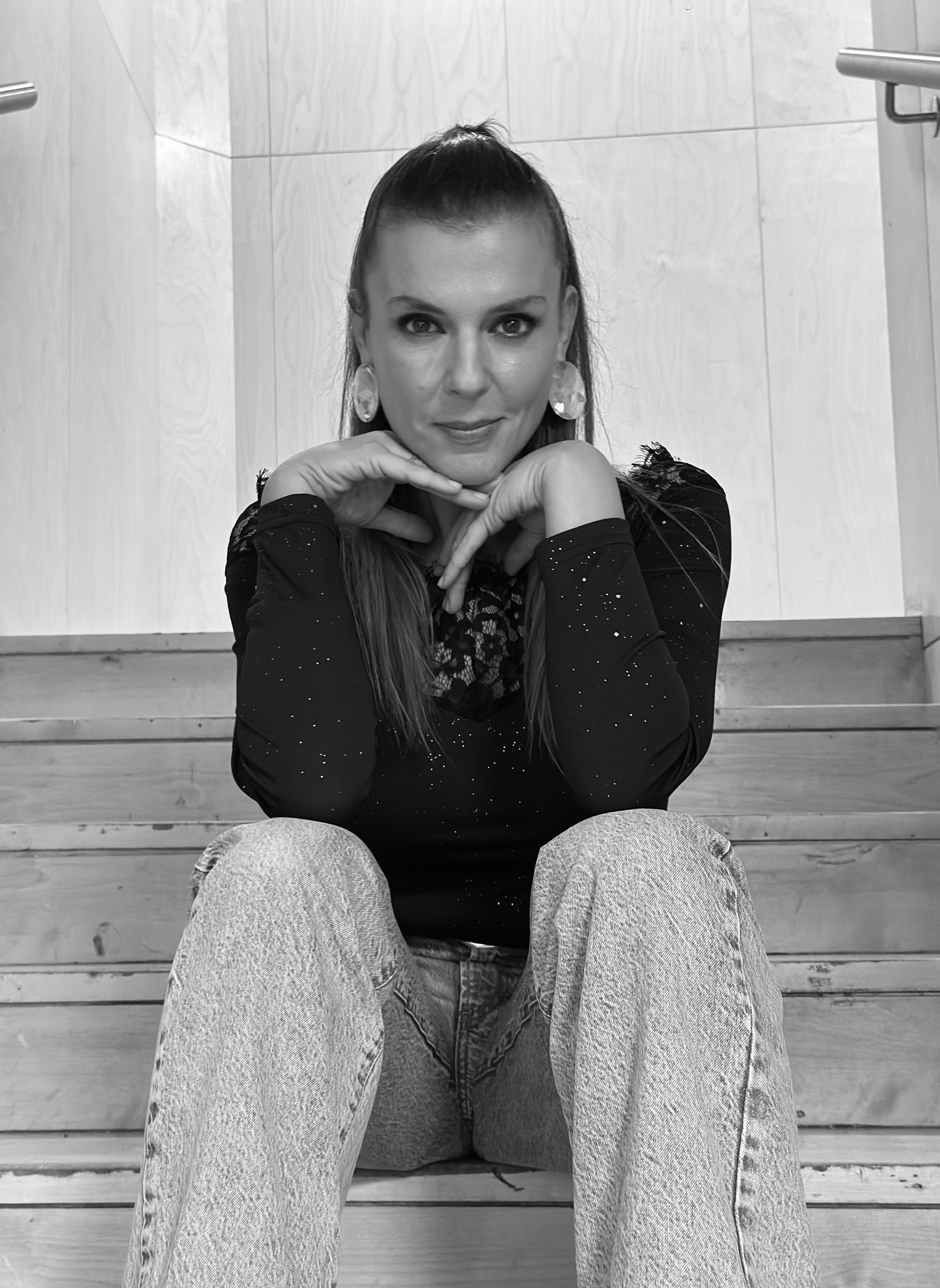

Em 2015, após aceitar mais um desafio, é finalista no reality show A Quinta da TVI, atingindo o 3.º lugar.
Segue-se uma pausa na carreira, que refere em várias entrevistas como "necessária" para se "encontrar".
Em setembro de 2018, é a convidada do último programa Som de Cristal, com Bruno Nogueira, emitido pela SIC.
Em 2021, após uma pandemia devido à qual o setor da cultura foi o primeiro a suspender atividades, Romana regressa com o lançamento do single "Wah Baba", demonstrando-se uma verdadeira força da natureza.
Em 2022, Romana é convidada para uma entrevista intimista guiada por Daniel Oliveira, no Alta Definição. No mesmo ano, encontrando-se numa verdadeira fase de renascimento a nível profissional, Romana lança "A Vida Que Se Leva", tema com o qual se identifica por completo e que vem a integrar a banda sonora de uma das novelas de maior sucesso da TVI, Festa é Festa.
Volvidos dois anos, em 2024, são lançados novos singles: a balada "Voltar Atrás no Tempo", com música e letra de Paulo Martins, faz as delícias de quem a ouve, por se tratar de um autêntico convite a reviver momentos especiais e a redescobrir a magia da infância, transportando-nos para um lugar onde o tempo simplesmente não existia. Posteriormente, é lançado em todas as plataformas digitais o single "Habibi", de Ricardo Landum, uma rumba que nos faz, inevitavelmente, regressar às sonoridades iniciais deste já longo e especial percurso de Romana.
A começar o ano 2025, Romana foi convidada para participar no programa MasterChef Portugal - Especial Celebridades, transmitido pela RTP 1, no dia 1 de janeiro.
Romana comemora, em 2025, os 30 anos de carreira (36 anos de palco), de uma história cabalmente incontornável, versátil, plena de experiências e que revela, acima de tudo, uma artista descomprometida, segura e de rédeas bem definidas na sua identidade artística. Reflexo disso é o espetáculo que apresenta, cheio de energia e com um alinhamento criteriosamente selecionado: uma verdadeira caixinha de surpresas a ser explorada pelo público.

## Discografia

### Álbuns
- 1996 | Bebé - Diferença de Idade (Espacial)
- 1997 | Não és Homem p'ra Mim (Espacial)
- 1999 | Ex-mulher (Ex-amor) (Espacial)
- 2001 | Voz Por Voz (Espacial)
- 2002 | O Melhor de Romana (Espacial)
- 2004 | Uma Lembrança Tua (Espacial)
- 2005 | Romântico (Espacial)
- 2006 | Esqueci-me de Mim (Espacial)
- 2007 | Inéditos + Êxitos (Espacial)
- 2008 | Alma (AMAR/Farol Música)
- 2010 | Coração Português, com Pedro Camilo, José Alberto Reis e Mónica Sintra (iPlay)
- 2011 | Fonte de Vida (Vidisco)
- 2013 | Diz-me (Espacial)
- 2015 | Primeiro (Capa Branca Editora)

### Singles
- 2012 | Insónia
- 2021 | Wah Baba
- 2022 | A Vida Que se Leva
- 2024 | Voltar Atrás no Tempo
- 2024 | Habibi

#### Outros
- Mãe Querida
- Sonho de Amor

## Televisão
| Ano  | Emissora | Programa                                      | Apresentador/a                          | Classificação |
| ---- | -------- | --------------------------------------------- | --------------------------------------- | ------------- |
| 2025 | RTP 1    | MasterChef Portugal - Especial Celebridades   |                                         |               |
| 2022 | TVI      | Big Brother Famosos 2022 - 2.ª Edição         | Cristina Ferreira                       | Comentadora   |
| 2017 | TVI      | A Tua Cara Não Me É Estranha: Especial (2017) | Cristina Ferreira e Manuel Luís Goucha  |               |
| 2015 | TVI      | A Quinta                                      | Teresa Guilherme                        | 3.º Lugar     |
| 2014 | TVI      | A Tua Cara Não Me é Estranha: Kids            | Cristina Ferreira e Manuel Luís Goucha  | 4.º Lugar     |
| 2012 | TVI      | A Tua Cara Não Me é Estranha                  | Cristina Ferreira e Manuel Luís Goucha  | 2.º Lugar     |
| 2005 | TVI      | 1.ª Companhia                                 | Júlia Pinheiro e José Pedro Vasconcelos | 6.º Lugar     |
| 2003 | TVI      | Academia de Famosos                           | Fernanda Serrano e Paulo Pires          | VENCEDORA     |
| 2002 | TVI      | Big Brother Famosos 1                         | Teresa Guilherme                        | 8.º Lugar     |